# ناحیه التلاغمه
ناحیه التلاغمه (به عربی: دائرة التلاغمة) یک ناحیه در الجزایر است که در استان میله واقع شده‌است.